# Alouette calandre
Pour les articles homonymes, voir Calandre.
Melanocorypha calandra
Espèce
Statut de conservation UICN

 LC  : Préoccupation mineure
L'Alouette calandre (Melanocorypha calandra) est une des espèces d'alouettes vivant dans les pays méditerranéens tempérés chauds et, à l'est, en Turquie, dans le Nord de l'Iran et en Russie méridionale. Comme toutes les alouettes, elle appartient à la famille des Alaudidae.

### Reproduction

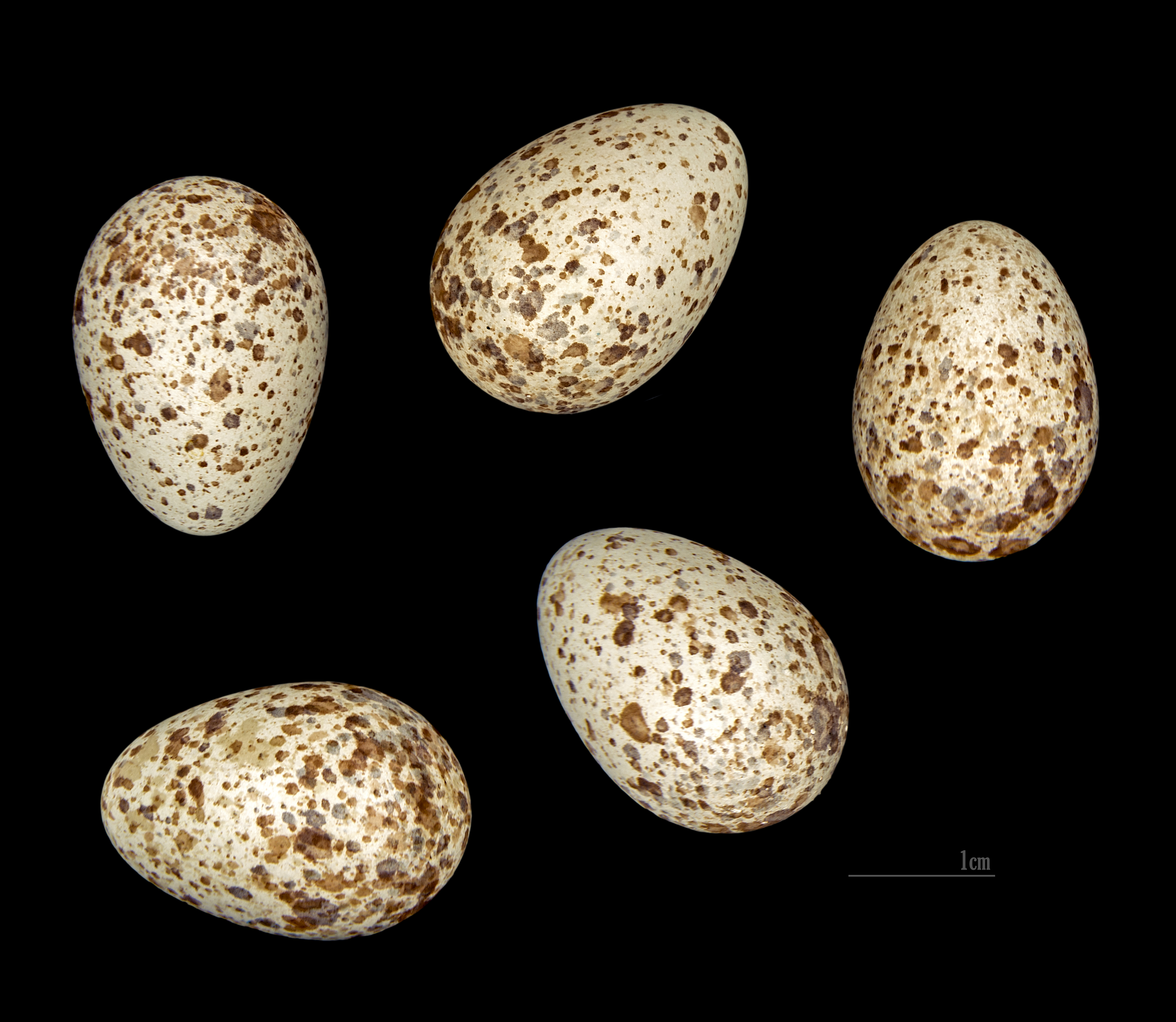
Œufs de Melanocorypha calandra Muséum de Toulouse

## Répartition et habitat

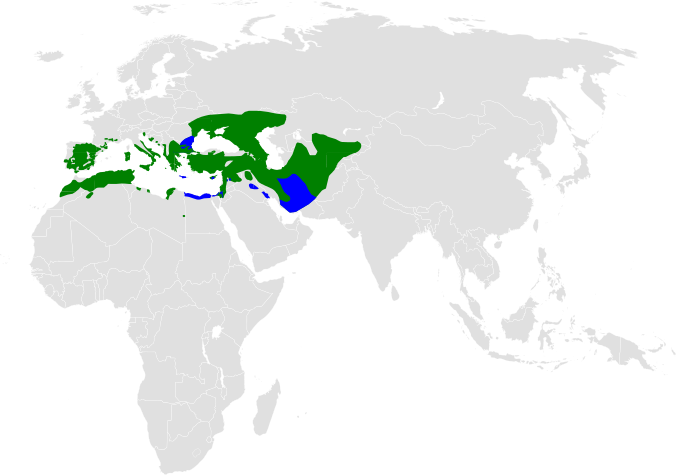

L'Alouette calandre a une répartition très large dans le Paléarctique occidental. Elle est présente dans le sud et l’est de l’Europe, au Maghreb, au Moyen-Orient, en Asie Mineure jusqu’à la Mongolie et la Russie.
La population européenne a subi un déclin modéré depuis les années 1970. Même si certaines populations sont restées stables ou ont augmenté au cours des années 1990, notamment en Turquie, la tendance européenne est un déclin modéré (>10%) sur l’ensemble de son aire de distribution.
Contrairement au Bruant proyer (une de ses espèces sympatriques, qui a besoin de mosaïques complexes de terrains semi ouverts, comprenant des zones enherbées, des zones humides, de petites parcelles de champs de céréales, prairies ou les pâtures de basse altitude entourés de longues haies et de milieux diversifiés (talus, fossés, ruisseaux, bosquets, etc.), l'alouette calandres recherche de vastes milieux très homogènes ou s'en satisfait, ce qui pourrait la mettre en situation de piège écologique quand il s'agit de champs intensivement cultivés et traités par des insecticides.

## Parasites
L'alouette calandre est parasitée par un mallophage du genre Ricinus (en) appartenant à l'espèce Ricinus vaderi.

## Systématique
L'espèce Melanocorypha calandra a été décrite  par le naturaliste suédois Carl von Linné en 1758, sous le nom initial de Alauda calandra.

### Synonyme
- Alauda calandra Linné, 1758 protonyme

## Menaces et Protection
Les principales causes du déclin de l'Alouette calandre sont presque toutes liées à la disparition ou à la modification de l’habitat de cette espèce : les pelouses xériques (intensification des pratiques agricoles, mise en culture des pelouses, urbanisation diffuse ou intensive et régression du pastoralisme).
L'Alouette calandre bénéficie d'une protection totale sur le territoire français depuis l'arrêté ministériel du 17 avril 1981 relatif aux oiseaux protégés sur l'ensemble du territoire. Il est donc interdit de la détruire, la mutiler, la capturer ou l'enlever, de la perturber intentionnellement ou de la naturaliser, ainsi que de détruire ou enlever les œufs et les nids, et de détruire, altérer ou dégrader son milieu. Qu'elle soit vivante ou morte, il est aussi interdit de la transporter, colporter, de l'utiliser, de la détenir, de la vendre ou de l'acheter.
En France, cette espèce a fait l'objet d'un Plan National d'Action sur 5 ans (2012-2016) visant à définir les actions nécessaires à la conservation et à la restauration de l'espèce.
Au niveau international, l’Alouette calandre fait partie des espèces animales strictement protégées au titre de la Convention relative à la conservation de la vie sauvage et du milieu naturel de l’Europe de 1979 (annexe II de la Convention de Berne), elle est également visée à l’Annexe I de la Directive 79/409/CEE du Conseil du 2 avril 1979 concernant la conservation des oiseaux sauvages, codifiée par la Directive 2009/147/CE du Parlement Européen et du Conseil du 30 novembre 2009 concernant la conservation des oiseaux sauvages (dite « Directive Oiseaux »).